# Wybory prezydenckie w Stanach Zjednoczonych w Kalifornii w 1972 roku
Wybory prezydenckie w Stanach Zjednoczonych w Kalifornii w 1972 roku – odbyły się 7 listopada 1972 jako część 47. wyborów prezydenckich, w których wzięło udział wszystkie 50 stanów oraz Dystrykt Kolumbii.
Wyborcy w Kalifornii wybrali elektorów, aby reprezentowali ich w głosowaniu powszechnym w kolegium elektorskim.
Kalifornia została zdobyta przez kandydata republikanów – ówczesnego prezydenta Richarda Nixona.
| 1968← 7 XI 1972 →1976 |                                                                                                | |
| --- | ---------------------------------------------------------------------------------------------- | --- |
| - Kandydat na prezydenta - Partia polityczna - Stan macierzysty - Kandydat na wiceprezydenta - Głosy elektorskie - Głosy powszechne - Wyniki procentowe | - Richard Nixon - Partia Republikańska - Kalifornia - Spiro T. Agnew - 45 - 4 602 096 - 55,00% | - George McGovern - Partia Demokratyczna - Dakota Południowa - Sargent Shriver - 0 - 3 475 847 - 41,54% |